# Jefimok

Jefimok von 1655 mit Gegenstempel auf einem sächsischen Taler der Münzstätte Dresden von 1619 (H – M ist ein Sammlerzeichen)

Jefimok (russisch ефимок) ist die russische Bezeichnung für die vor allem im 17. Jahrhundert in Russland umlaufenden Talermünzen.
Der Begriff war von der polnischen Talerbezeichnung Joachimik (Joachimsthaler) ins Russische übertragen worden. Die Talermünzen, die ab dem 16. Jahrhundert nach Russland eingeführt wurden, waren dort sehr beliebt, da dort zu dieser Zeit nur die Kleinmünzen Kopeke und Denga ausgeprägt wurden. Der Rubel existierte zu dieser Zeit nur als eine Rechenmünze. In den Jahren 1655–1659 unter Zar Alexei Michailowitsch wurden ca. 800.000 dieser überwiegend aus Deutschland und den Niederlanden stammenden Talermünzen mit einem Gegenstempel versehen und wurden somit offizielle russische Münzen mit der Bezeichnung Jefimki s prisnakom (Jefimki mit Zeichen). Mehrere tausend Taler wurden glattgeklopft und überprägt, ihre Bezeichnung lautete Rubel-Jefimki. Die Münzen galten zu einem Kurswert von 64 Kopeken (der Rechenrubel zu 100 Kopeken). 1659 wurden die Jefimki-Münzen jedoch schon wieder außer Kurs gesetzt, blieben aber noch längere Zeit in Umlauf.
Siehe auch: Schmalkaldischer Bundestaler#Ende der Münzprägung des Schmalkaldischen Bundes, Dreibrüdertaler (Kursachsen)#Dreibrüdertaler mit Gegenstempel und Vikariatsmünzen (Sachsen)#Vikariatsmünzen 1612 – Beispiele mit russischem Gegenstempel